# Estação Ferroviária de Camoma
Camoma é uma interface ferroviária desactivada do Caminho de Ferro de Luanda, em Angola.